# کورن والیت
کورن والیت  (به انگلیسی: Cornwallite) با فرمول شیمیایی Cu5P[(OH)2-AsO4]2 از مجموعه کانی هاست و از نام Cornouailles در انگلستان گرفته شده‌است. میل ترکیبی چندانی ندارد CuO:۵۹٫۹۷٪  As2O۵:۳۴٫۶۳٪  H2O:۵٫۴٪   از نظر شکل بلور: پلاکی، رنگ: سبز تیره - سبز زمردی، شفافیت: نیمه شفاف - کدر(اپاک)، شکستگی: صدفی، جلا: مات، رخ: ندارد، سیستم تبلور: مونوکلینیک و در رده‌بندی آرسنیات است همچنین خاصیت مغناطیسی ندارد و منشأ تشکیل آن ثانوی است.
همایند کانی‌شناسی (پارانژ) آن واکنش‌های شیمیایی و اشعه Xمالاکیت - پزویدومالاکیت- تونریت- اولیوینیت- مالاکیت و غیره است
، از نظر ژیزمان آگرگات رشته‌ای - شعاعی کمیاب است و بیشتر در آلمان غربی، انگلستان، چک اسلواکی، فرانسه، آمریکا یافت می‌شود.

## منبع
- پردیس کشاورزی ایران